# Kevin Mitchell (Boxer)
Kevin Mitchell (* 29. Oktober 1984 in London) ist ein britischer Profiboxer im Leichtgewicht.

## Karriere
Kevin Mitchell gewann als Amateur die Englischen Meisterschaften 2003 im Federgewicht und wechselte danach ins Profilager, wo er seinen Einstand mit einem K.-o.-Sieg in der ersten Runde gegen Stevie Quinn feierte. Er wurde verhältnismäßig langsam aufgebaut und boxte in den folgenden sechs Jahren vorwiegend gegen Aufbaugegner, wobei er einige regionale Titel im Superfedergewicht erkämpfte. Im Mai 2006 besiegte er in der zweiten Runde Kirkor Kirkorow, der 1991 bei den Amateuren Weltmeister geworden war. Im September 2006 gewann er durch t.K.o. gegen den ungeschlagenen Weißrussen Andrei Isaeu (Bilanz: 12-0). Es folgten vorzeitige Siege gegen Carl Johanneson (27-3) und Walter Estrada (34-5), letzterer war 2004 WM-Herausforderer von WBO-Titelträger Scott Harrison.
Seinen bis dahin bedeutendsten Sieg erzielte er am 5. Dezember 2009 in Newcastle mit einem einstimmigen Punkteurteil gegen Breidis Prescott (21-1), welcher 2008 die späteren Weltmeister Richard Abril und Amir Khan besiegt hatte.
Mit einer Bilanz von 31-0, davon 23 vorzeitig, stieg er am 15. Mai 2010 in London gegen den Australier Michael Katsidis in den Ring, der eine Bilanz von 26-2 mit 21 vorzeitigen Siegen und den interimen Weltmeistertitel der WBO im Leichtgewicht mitbrachte. Mitchell musste dabei vor Heimpublikum eine schwere Niederlage hinnehmen, als er in der dritten Runde schwer angeschlagen und verteidigungsunfähig aus dem Kampf genommen werden musste.
Im Juli 2011 kam er mit einem beeindruckenden Sieg durch t.K.o. gegen den ungeschlagenen Europameister John Murray (31-0) zurück und erhielt am 22. September 2012 in Glasgow eine WBO-Weltmeisterschaftschance gegen den Titelträger Ricky Burns (34-2). Mitchell verlor das Duell jedoch nach zwei Niederschlägen durch Ringrichterabbruch in der vierten Runde.
Anschließend gewann er sechs Kämpfe in Folge, davon fünf vorzeitig. Zu den besiegten Gegnern zählten Marcos López (23-2), Ghislain Maduma (16-0) und Daniel Estrada (32-3). Er konnte daraufhin am 30. Mai 2015 in London gegen Jorge Linares (38-3) um den Weltmeistertitel der WBC im Leichtgewicht antreten, verlor jedoch auch dieses WM-Duell aufgrund einer starken Schwellung und Cutverletzung über dem linken Auge durch Ringrichterabbruch in der zehnten Runde. Beiden Boxern war im Verlauf des Kampfes ein Niederschlag gelungen.
Am 12. Dezember 2015 verlor er in London beim Kampf um die interime WBA-Weltmeisterschaft gegen Ismael Barroso (18-0) durch Kampfabbruch in der fünften Runde, nachdem Mitchell bereits drei Niederschläge erlitten hatte.